# Colman Domingo
Colman Domingo, né le 28 novembre 1969 à Philadelphie (Pensylvannie), est un acteur et réalisateur américain.

## Biographie

### Enfance et formation
Colman Jason Domingo est né le 28 novembre 1969 à Philadelphie en Pennsylvanie, et suivi ses études à l'université Temple où il fut diplômé en journalisme. Peu après il déménagea à San Francisco, où il commença à jouer, principalement dans des productions théâtrales.

### Carrière cinématographique
Colman Domingo joua M. Franklin Jones, Joop, et M. Venus, dans la comédie musicale rock Passing Strange, acclamée par la critique qui, après un passage réussi en 2007 au Public Theater, ouvrit à Broadway au Broadway Theatre le 28 février 2008. Il reçut un Obie Award au printemps 2008 comme acteur de la troupe de Passing Strange Off-Broadway et reprit ses rôles dans la version filmée de Passing Strange, réalisée par Spike Lee, qui fit la première au Sundance Film Festival en janvier 2009.
En 2010, le one-man show autobiographique A Boy and His Soul fit la première Off-Broadway au Vineyard Theater, avec lequel Domingo gagna un GLAAD Award: Outstanding New York Theater: Broadway & Off–Broadway et un Lucille Lortel Award for Outstanding Solo Show. Il a aussi été nommé pour un Drama Desk Award et un Drama League Award.
Domingo joua Billy Flynn dans Chicago, le plus long passage sur Broadway, et dans la dernière collaboration de Kander et Ebb: The Scottsboro Boys dirigé par Susan Stroman à Broadway en automne 2010. Pour ce rôle, il fut nommé pour le Tony Award for Best Performance by an Actor in a Featured Role in a Musical, en mai 2011. Quand la comédie musicale The Scottsboro Boys ouvrit à Londres en automne 2013, Domingo fut nommé pour le Olivier Award for Best Performance in a Supporting Role in a Musical en avril 2014. Il fut nommé au Fred Astaire Award comme meilleur acteur principal à Broadway en 2011.
En 2015, Colman commence à apparaitre dans un rôle récurrent dans la série post-apocalyptique Fear the Walking Dead de la chaine AMC, en tant que Victor Strand. En décembre 2015, on annonce que Colman est promu dans un rôle principal pour la deuxième saison de la série.

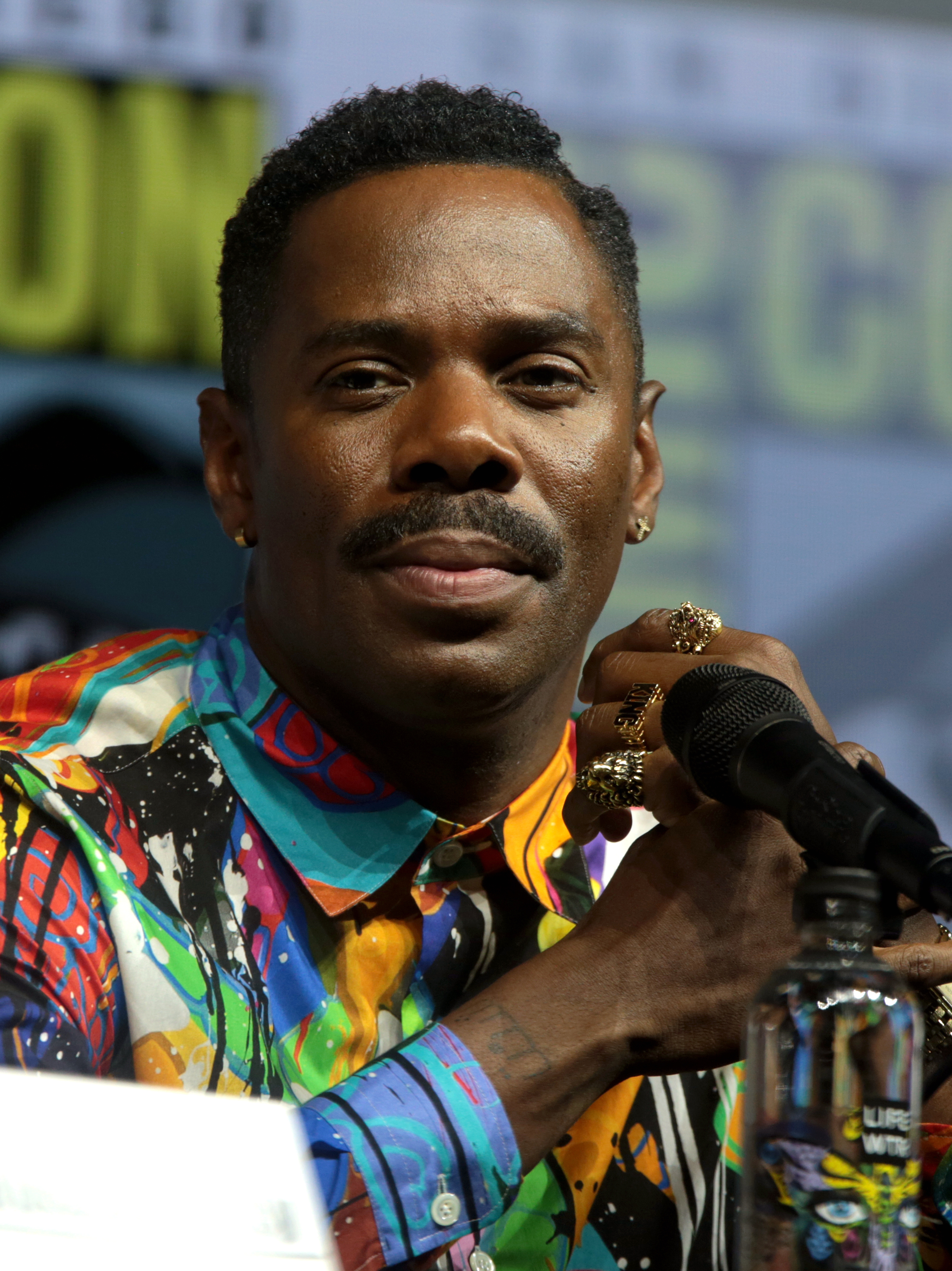
Colman Domingo au San Diego Comic Con International de 2018.

En parlant de série, il chante sur l'un des titres présents de la série Bojack Horseman. Le titre "I will Always Think of You" est donc interprété en duo par Jane Krakowski (Honey Sugarman) et Colman Domingo (Eddie) au cours de la saison 4, épisode 2 de BoJack Horseman.
Domingo a enseigné aux O'Neill National Theater Institute, University of Texas at Austin, University of Wisconsin at Madison.

### Vie privée
Colman Domingo est ouvertement homosexuel. Il est en couple avec Raúl Aktanov depuis 2005, et ils se sont mariés en 2014.

## Filmographie

### Au cinéma

#### Longs métrages
- 1995 : Timepiece de Brian Petraska et Kenn Sprenkel : Khris
- 1998 : Around the Fire de John Jacobsen : Trace
- 1999 : Jugé coupable (True Crime) de Clint Eastwood : Wally Cartwright
- 2000 : Desi's Looking for a New Girl de Mary Guzman : Mother
- 2003 : Kung Phooey ! de Darryl Fong : Roy Lee
- 2006 : La Couleur du crime (Freedomland) de Joe Roth : le patient
- 2008 : Miracle à Santa Anna (Miracle at St. Anna) de Spike Lee : le client de la poste
- 2012 : Red Hook Summer de Spike Lee : Blessing Rowe
- 2012 : Lincoln de Steven Spielberg : le soldat Harold Green
- 2013 : 42 de Brian Helgeland : Lawson Bowan (non crédité)
- 2013 : Newlyweeds de Shaka King : Chico
- 2013 : All Is Bright de Phil Morrison : Nzomo
- 2013 : HairBrained de Billy Kent : le modérateur des finales
- 2013 : Le Majordome (The Butler) de Lee Daniels : Freddie Fallows
- 2014 : Time Out of Mind d'Oren Moverman : Mr Oyello
- 2014 : Selma d'Ava DuVernay : Ralph Abernathy
- 2015 : Beautiful Something de Joseph Graham : Drew
- 2016 : The Birth of a Nation de Nate Parker : Hark
- 2016 : Culling Hens de Christopher Jarvis et Alex Loeb : le trader
- 2018 : Assassination Nation de Sam Levinson : le principal Turrell
- 2018 : Mon premier combat (First Match) d'Olivia Newman : l'entraîneur Castile
- 2018 : Si Beale Street pouvait parler (If Beale Street Could Talk) de Barry Jenkins : Joseph Rivers
- 2019 : Lucy in the Sky de Noah Hawley : Frank Paxton
- 2020 : Le Blues de Ma Rainey (Ma Rainey's Black Bottom) de George C. Wolfe : Cutler
- 2020 : Zola de Janicza Bravo : X
- 2021 : Sans aucun remords (Without Remorse) de Stefano Sollima : Pasteur West
- 2021 : Candyman (Say My Name) de Nia DaCosta : William Burke
- 2021 : The Good Committee d'Austin Stark : Père Dunbar
- 2023 : Sing Sing de Greg Kwedar : Divine G
- 2023 : Transformers: Rise of the Beasts de Steven Caple Jr. : Unicron (voix)
- 2023 : Bayard Rustin (Rustin) de George C. Wolfe : Bayard Rustin
- 2023 : La Couleur pourpre (The Color Purple) de Blitz Bazawule : Albert
- 2023 : Ruby, l'ado Kraken (Ruby Gillman, Teenage Kraken) de Kirk DeMicco et Faryn Pearl : Arthur Gillman (voix)
- 2024 : Drive-Away Dolls d'Ethan Coen : Chef
- 2025 : The Electric State d'Anthony et Joe Russo : Wolfe
- 2025 : Michael d'Antoine Fuqua : Joseph Jackson
- 2025 : Dead Man's Wire de Gus Van Sant
- 2025 : Running Man (The Running Man) d'Edgar Wright
- 2026 : Disclosure de Steven Spielberg

#### Courts métrages
- 1999 : King of the Bingo Game d'Elise Robertson : Sonny
- 2014 : A Long Walk de Chinonye Chukwu : Paul plus âgé
- 2018 : Nothingman d'Eli Kooris et Joshua Shaffer : Otis Tremmel
- 2022 : North Star de P.J. Palmer : James
- 2022 : New Moon de Jérémie Balais et Jeffig Le Bars : le narrateur

### À la télévision

#### Séries télévisées
- 1997-2000 : Nash Bridges, saison 3 à saison 5, 4 épisodes : Reggie Harell / Hassam / Desmond Kenner / Trompettiste
- 2004-2008 : New York, police judiciaire (Law & Order), saison 14, épisode 17 / saison 19, épisode 6 : Donnie / Ronald Gumer
- 2006 : New York, cour de justice (Law & Order : Trial by Jury), saison 1, épisode 13 : Gus Johnson
- 2006-2010 : New York, section criminelle (Law & Order : Criminal Intent), saison 5, épisode 20 / saison 9, épisode 7 : Sergent Ev Sides / Andre Lanier
- 2015 : The Knick de Jack Amiel et Michael Begler, saison 2, 5 épisodes : Dr Russell Daniels
- 2015-2023 : Fear the Walking Dead de Robert Kirkman et Dave Erickson : Victor Strand
- 2016 : Horace and Pete de Louis C.K. (mini-série) : Dr. Evers
- 2016 : Lucifer de Tom Kapinos, saison 1, épisode 9 A Priest Walks into a Bar réalisé par David Frazee : Père Frank Lawrence
- 2017 : Timeless, saison 1, épisode 12 : Bass Reeves
- 2017 : BoJack Horseman, saison 4, épisode 2 : Eddie (voix)
- 2018 : American Dad !, saison 13, épisode 6 : Stiles (voix)
- 2019-2026 : Euphoria : Ali / Martin
- 2020 : The Twilight Zone : La quatrième dimension, saison 2, épisode 2 : Carl Weaver / Danny
- 2021 : Cinema Toast, saison 1, épisode 6 : Barrington (voix)
- 2024 : The Madness (mini-série) de Stephen Belber : Muncie Daniels
- 2025 : Votre fidèle serviteur Spider-Man (Your Friendly Neighborhood Spider-Man) (animation) : Norman Osborn (voix)
- 2025 : The Four Seasons (mini-série) : Danny

#### Téléfilm
- 2015 : For Justice d'Ava DuVernay : Hank Lewis

## Distinctions

### Nominations
- Golden Globes 2024 : Meilleur acteur dans un film dramatique pour Bayard Rustin
- Oscars 2024 : Meilleur acteur pour Bayard Rustin
- Golden Globes 2025 : Meilleur acteur dans un film dramatique pour Sing Sing
- Oscars 2025 : Meilleur acteur pour Sing Sing

### Reconnaissances
- Le magazine Time l'a mentionné dans sa liste des 100 personnes les plus influentes de l'année 2024[13].

## Voix francophones
En version française, Frantz Confiac est la voix régulière de Colman Domingo, lui prêtant sa voix dans Lincoln, Selma, The Birth of a Nation, Le Blues de Ma Rainey, Sans aucun remords ou encore Rustin.
Parallèlement, l'acteur est doublé à trois reprises par Guillaume Orsat dans The Knick, Timeless et The Electric State et deux fois par Jean-Paul Pitolin (Le Majordome et The Twilight Zone) et Jean-Baptiste Anoumon (Mon premier combat et Les Quatre Saisons), tandis qu'il est doublé à titre exceptionnel par Lucien Jean-Baptiste dans Fear the Walking Dead, Benoît Grimmiaux dans Assassination Nation, Rody Benghezala dans Euphoria et Frédéric Souterelle dans Transformers: Rise of the Beasts.